# Genipapo
De genipapo (Genipa americana) is een plant uit de sterbladigenfamilie (Rubiaceae).
Het is een hoogstammige, groenblijvende of in droge tijden bladverliezende, tot 30 m hoge boom met bijna horizontaal staande takken. De bladeren zijn tegenoverstaand, lancetvormig, 10-30 cm lang en tot 15 cm breed. De bladeren zijn gaafrandig of zwakgetand, donkergroen en dun-leerachtig. De bladeren hebben een stevige middennerf en staan in de scheuttoppen dicht opeen. De bloemen staan met een tot vijftien stuks in eindstandige bloeiwijzen. De bloemen zijn zwakgeurend, wit of bleekgeel, buisvormig en tot 4 cm groot.
De peervormige of elliptische, tot 18 × 8 cm grote bes heeft een dikke steel en aan het uiteinde een korte, uitgerekte kelkbladring. De vrucht heeft een 1 mm dikke, geelbruine schil. In de vruchtholte ligt het glazige, grijzige vruchtvlees in twee onduidelijke rijen om een centrale streng gerangschikt. De smaak is aromatisch zurig of zuur, enigszins appelachtig. De vrucht bevat vele tot 1,5 cm grote zaden.
De vruchten kunnen als handfruit uitgelepeld worden. Ook wordt de vrucht gebruikt voor de productie van frisdranken en wijnen. Het sap van onrijpe vruchten verkleurt aan de lucht naar donkerblauw. Dit donkerblauwe sap wordt door Zuid-Amerikaanse Indianen gebruikt als kleurstof voor huidbeschilderingen, kleding, hangmatten en manden.
De genipapo komt van nature voor in neerslagrijke gebieden in de Cariben en in Midden- en Zuid-Amerika tot in Argentinië. In 1913 is de genipapo op de Filipijnen ingevoerd, waar hij op enkele plekken voor zijn vruchten wordt gecultiveerd.

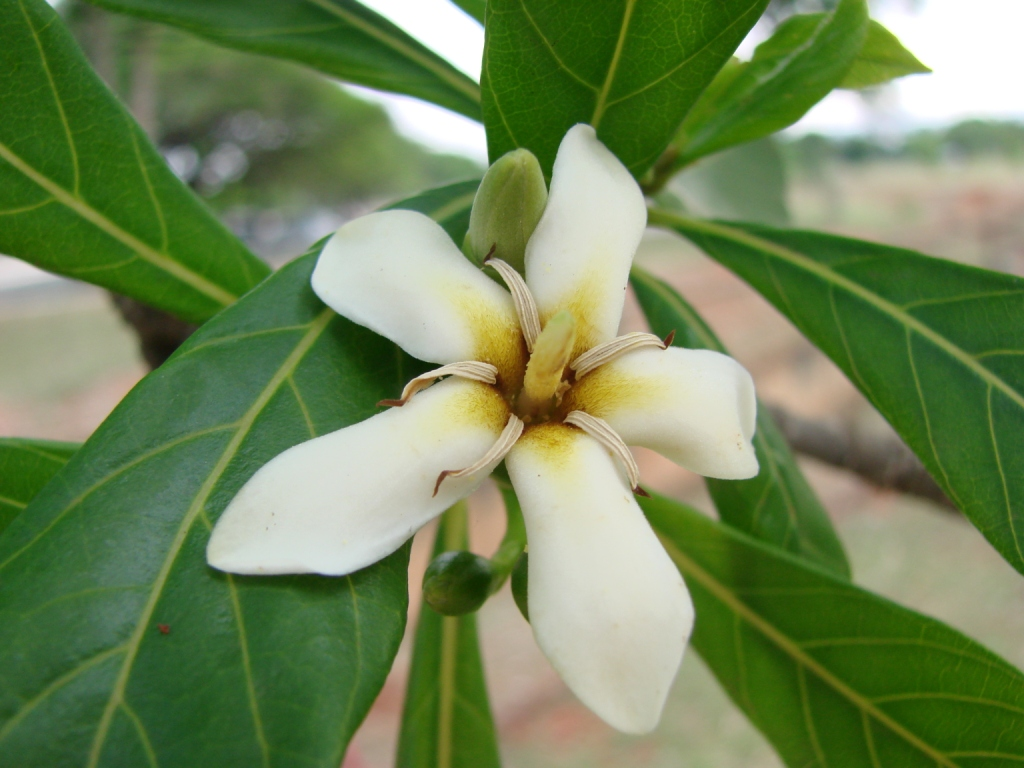
Bloem
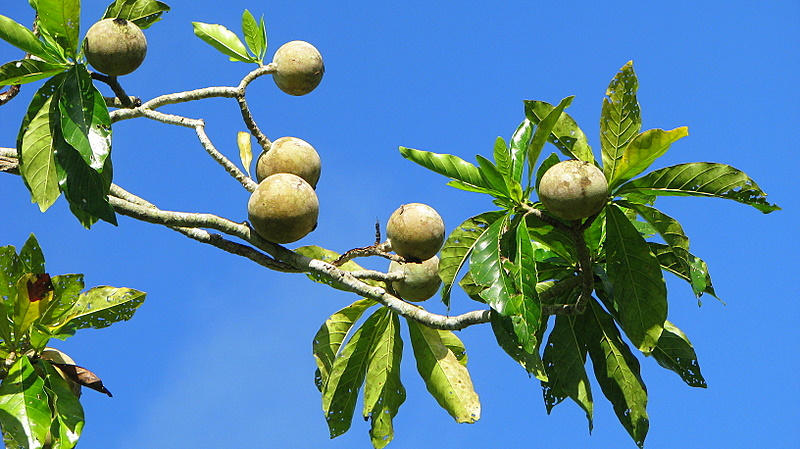
Vruchten